# Éver Alvarado
Éver Gonzalo Alvarado Sandoval (El Negrito, 30 novembre 1992) è un calciatore honduregno, difensore del Municipal Limeño.

## Carriera

### Club
Ha giocato nel campionato honduregno e in quello statunitense.

### Nazionale
Con la maglia della nazionale ha esordito nel 2015, venendo convocato per la Gold Cup 2017.

## Palmarès

### Club

#### Competizioni internazionali
- CONCACAF League: 1

CD Olimpia: 2017